# 김기태 (1983년)
김기태(1983년 10월 19일 ~ )는 대한민국의 가수이자 작곡가이다. 2022년 JTBC의 오디션 예능프로그램 싱어게인2에서 우승을 차지했다.

## 학력
- 동아방송예술대학교

## 활동
- 방송
  - 너의 목소리가 보여 시즌2 (2015)
  - 우리가 사랑한 그 노래 새가수 (2021) - Top44
  - 싱어게인2 - 무명가수전 (2021 ~ 2022) - 우승
  - 아는형님 (2022.3.19) 324회
  - JTBC 배틀어게인 - 유명가수전 (2022년 4월 15일 첫방송)

## 앨범

### 싱글 앨범
- - 〈말해줄래〉  (2015)
  - 〈Begin On The K-cube - You Don't Have To Try〉 (2016) -  with. 이시몬
  - 〈밥은 먹고 말해요〉 (2017) - with. 여은
  - 〈비연〉 (2017) - with. 아리한(ARIHAN) (haegum feat. 한윤정, vocal feat. 박자연)
  - 〈MY BOO〉 (2018)
  - 〈친구는 안되겠어〉  (2019)
  - 〈반쪽짜리〉  (2020)
  - 〈you are my destiny - 우연처럼, 인연처럼, 운명처럼〉  (2021)

### 싱어게인2 - 무명가수전
- - 〈너무 아픈 사랑은 사랑이 아니었음을〉  (2021.싱어게인2 - 무명가수전 Episode.3)
  - 〈박하사탕〉  (2021.싱어게인2 - 무명가수전 Episode.4,   호형호제 with. 한동근)
  - 〈한숨〉 (2022.싱어게인2 - 무명가수전 Episode.7)
  - 〈제발〉 (2022.싱어게인2 - 무명가수전 Episode.8)
  - 〈그날들〉 (2022.싱어게인2 - 무명가수전 Episode.11)
  - 〈사랑한 후에〉 (2022.싱어게인2 - 무명가수전 Episode.12)

### OST
- - 〈부탁이야 - 태양의 계절 OST Part.8〉 (2019)

## 공연
- 싱어게인2 TOP10 전국투어 콘서트 (2022. 4월 ~ 6월)

## 주요 경력
- 2008년 : 테이 6집  〈듣기싫은 멜로디〉 - 작곡
- 2010년 : MBC 드라마 「누나의 3월」 OST 〈유정천리〉- 데뷔곡
- 2011년 : 옴니버스앨범 〈RE:Feel Theme 이별+그리움 - Drama〉 -  그룹DNPD 로 노래
- 2012년 : jtbc드라마 「인수대비 (드라마)」OST Part.2  〈노을〉 - 활동명 Samson K(DNPD), 솔로곡
- 2014년 : 콘서트「이장숙의 프로포즈」,「미리발렌타인」 - 음악감독 및 출연 // 전초아 앨범  〈I Am A Singing Bird - Happiness〉 - 작곡 참여
- 2015년 : Mnet 「너의 목소리가 보여 시즌2」 - 출연 // 백지영 〈STAND BY ME〉 - 작사
- 2016년 : 〈날개〉 작사 참여 및 feat - with. 지하트, 바론 (VAV), 이시몬
- 2017년 : 〈너와 함께 걸을래〉 - 작사·작곡 ·편곡 참여 및 노래 // 〈에브리데이크리스마스 (Everyday Christmas)〉 - 작사·작곡·편곡 참여 및 노래   //  N-nope(이태우) 앨범 〈my Life is my way - MY:WAY〉 - 프로듀스·작사·작곡 참여
- 2019년 : 아날로그 노트(Analogue Note) , 〈연남동 가게 마감〉 - 작사·작곡 참여
- 2020년 : 량하효과(김량하) 솔로곡  〈REVAMP〉 - 작사·작곡 참여 및 feat